# James Merendino
James Merendino est un réalisateur, scénariste, acteur, producteur et compositeur italien né le 11 janvier 1969 à Rome (Italie).

## Filmographie

### Comme réalisateur
- 1992 : Witchcraft IV: The Virgin Heart
- 1994 : The Upstairs Neighbour
- 1994 : Hard Drive
- 1995 : Toughguy
- 1997 : A River Made to Drown In
- 1997 : Livers Ain't Cheap
- 1998 : Alexandria Hotel
- 1998 : SLC Punk!
- 2000 : Magicians
- 2001 : Amerikana
- 2004 : Trespassing
- 2015 : Punk's Dead (en)

### Comme scénariste
- 1992 : Witchcraft IV: The Virgin Heart
- 1993 : Beware of Dog
- 1993 : Witchcraft V: Dance with the Devil
- 1994 : The Upstairs Neighbour
- 1994 : Hard Drive
- 1995 : Toughguy
- 1997 : Livers Ain't Cheap
- 1998 : Alexandria Hotel
- 1998 : SLC Punk!
- 2000 : Magicians
- 2004 : Trespassing

### Comme acteur
- 1998 : SLC Punk! : Freaky Deaky / punk in "Explanation of Fight" slide
- 2000 : Ivansxtc : Danny McTeague
- 2001 : Amerikana
- 2005 : The Yawn Jar : Beppo Leoni

### Comme producteur
- 1998 : Alexandria Hotel

### Comme compositeur
- 2004 : Trespassing